# Program usługowy (infrastruktura)
Program usługowy – koncepcja i termin określający komponowanie i organizację powiązanego funkcjonalnie obszaru przestrzeni publicznej rozumianego jako obiekty infrastruktury łącznie z ich funkcjami (oferowanymi usługami). Odnoszone jest to też do pojedynczej budowli w kontekście jest części, np. lokali usługowych, handlowych, garaży, spa itd.